# Sternennacht über der Rhone
Sternennacht über der Rhone (frz. Nuit étoilée sur le Rhône) ist ein Ölgemälde des niederländischen Malers Vincent van Gogh. Es wurde im September 1888 geschaffen und stellt das Ufer der Rhone in Arles bei Nacht dar. Das Gemälde stammt aus van Goghs Arles-Periode, wie auch einige andere bekannte Gemälde von ihm.
Das Motiv des Sternenhimmels taucht wiederholt in van Goghs Gemälden dieser Zeit auf, wie bei der ebenfalls im September 1888 in Arles gemalten Caféterrasse am Abend (frz. Terrasse du café le soir) oder der im Juni 1889 in Saint-Rémy-de-Provence entstandenen Sternennacht (frz. Nuit étoilée).